# Martin de Hoyarsabal

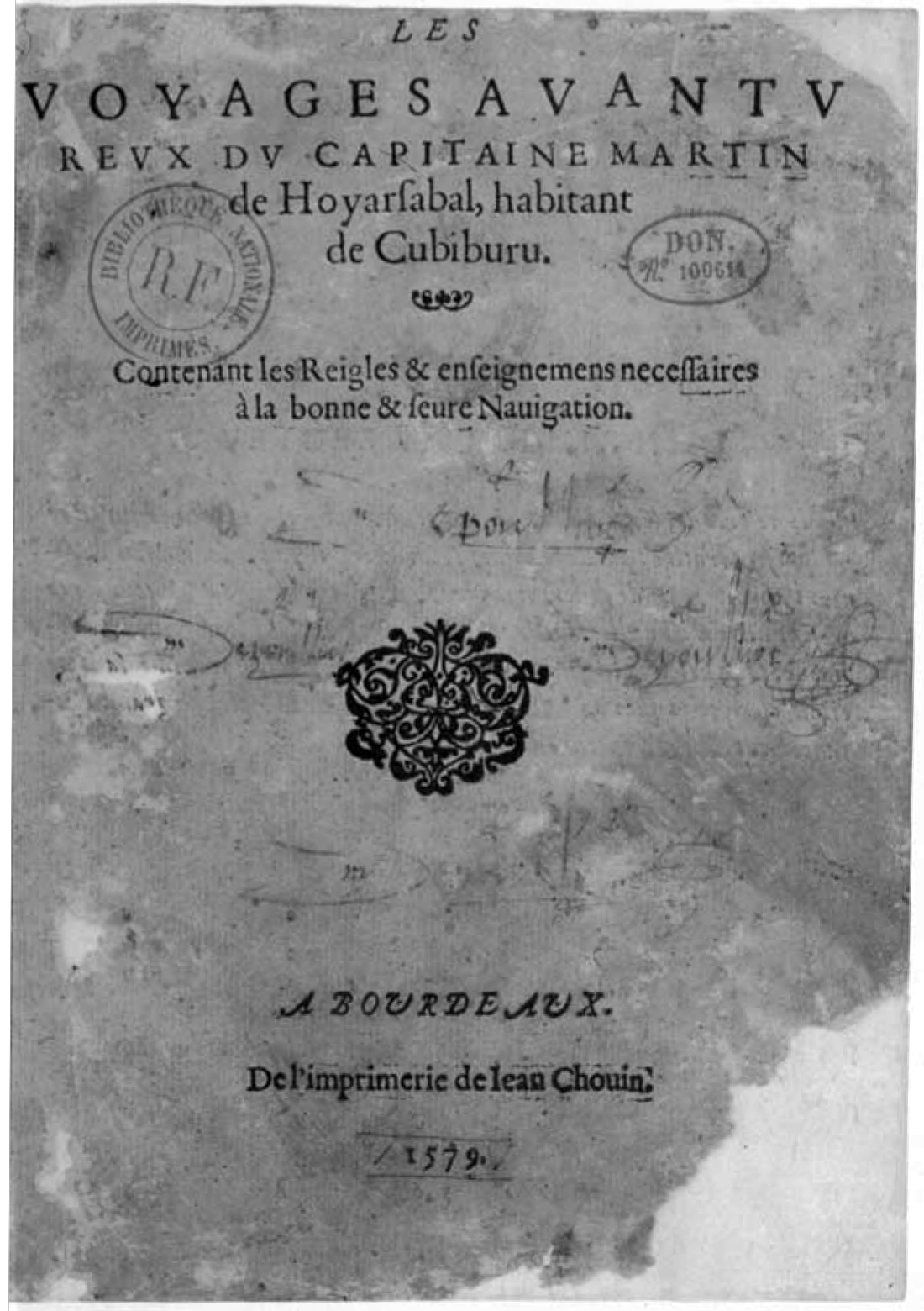
Titelblatt der 1. Auflage zu Hoyarsabals Hauptwerk

Martin de Hoyarsabal (* 16. Jahrhundert in Ciboure; † 1586 oder kurz davor) war ein baskisch-französischer Seefahrer und Autor des ausgehenden 16. Jahrhunderts, der zahlreiche Segelanweisungen verfasst hat, darunter die erste eines Europäers von Neufundland. Sein Werk wurde in mehreren Auflagen gedruckt und für etwa ein Jahrhundert vielfach unter Seefahrern verwendet.: S. 113
Nachdem Forscher zu dem Werk und der dahinter stehenden Person bis etwa zum Beginn des 20. Jahrhunderts davon ausgegangen sind, der Name wäre eine freie Erfindung, also ein Pseudonym, wurde bis etwa 1960 klar, dass diese Person wegen möglicher Verfolgung geschickt versucht hat, ihre Identität zu verschleiern, aber tatsächlich diesen Namen trug. Mit einer weiteren Veröffentlichung 1990 steht nun fest, dass es gar zwei dieser Namensträger gab und beide zwischen der Biskaya und dem Sankt-Lorenz-Golf Seefahrt betrieben. Wer für diese Veröffentlichung verantwortlich ist, wird die Historiker weiter beschäftigen.

## Leben und Werk
Über seine Herkunft und sein Leben ist so wenig bekannt, dass seine Existenz angezweifelt oder ihm unterstellt wurde, sich eines fingierten Namens bedient zu haben. Schon in seinem Hauptwerk Les voyages avantureux du capitaine Martin de Hoyarsabal, habitant de Cubiburu. Contenant les reigles & enseignemens necessaires à la bonne & seure navigation. (deutsch Die abenteuerlichen Reisen des Kapitäns Martin de Hoyarsabal, Einwohner von Ciboure. Beinhaltet die Regeln & Lehren zur guten & sicheren Navigation.) verschleierte er seine Herkunft. Viele Gemeinde- und Notariatsakten sind aus dieser Zeit verloren gegangen. Die ältesten Dokumente, die zur Familienforschung beitragen können, stammen von 1637. In dem 1904 erschienenen Werk Les voyages avantureux du capitaine Martin de Hoyarsabal von Charles de la Roncière (1870–1941) wurde behauptet, das Werk, von dem ihm nur eine Auflage von 1579 zur Verfügung stand, sei eine Abschrift des 1559 erschienenen Les voyages avantureux du capitaine Ian Alfonce, also eine Form von Piraterie. 1912 wurde diese Aussage von Julien Vinson (1843–1926) wiederholt und damit bekräftigt, dass dieser Familienname in Ciboure nicht vorkomme und man allenfalls Forschungen unternehmen müsse, ob es jemals ein Haus oder eine Familie dieses Namens gegeben habe und noch dazu eine Person mit dem Vornamen Martin.: S. 112
Beide Historiker hatten außer Acht gelassen, dass nur ein Jahrzehnt zuvor der baskische Kleriker und Historiker Pierre Hariztoi (1836–1901) einen Schiffsführer dieses Namens ausfindig gemacht hatte, der im späten 16. Jahrhundert aus Ciboure stammte. Noch dazu hatte Hariztoi nachgewiesen, dass er Segelanweisungen schrieb, die sich auch mit Neufundland beschäftigten. Anlass für diese Arbeit kurz vor Hariztois Tod war das Bemühen der Gemeinde, von Urrugne, zu der es noch gehörte, unabhängig zu werden. Die Bewohner von Ciboure fanden das Werk Hariztois sehr wertvoll und tatsächlich wurde die Gemeinde – also auch wegen der Lebensleistung Hoyarsabals – 1603 unabhängig.: S. 112–113
Weiterhin trägt Hoyarsabal in seinem Vorwort dazu bei, die Leser im Unklaren zu lassen, wenn er schreibt, „es sei von einem Kapitän geschrieben, den man Martin Doyarsabal nenne“. Auch wenn er sich in diesen Zeilen entschuldigt, nicht immer die richtige Schreibweise zu verwenden,: S. 113 ist der Ausgabeort seines Buches, der mit Bourdeaux bestimmt wird, sicherlich falsch. Dies nicht nur, weil er den Buchstaben „u“ mit in den Ortsnamen einbaut, was auf einer Titelseite sicherlich kein Versehen ist, sondern auch, weil als Druckort La Rochelle naheliegt. La Rochelle war nicht nur hugenottische Hochburg – die Familie Hoyarsabal war protestantisch –, sie war für Personen protestantischen Glaubens erste Wahl für den Buchdruck, weil damit diese Bücher der Zensur entzogen werden konnten und andersgläubige Leser von diesen Druckerzeugnissen nicht abgeschreckt wurden. Zudem gab es keinen, wie angegeben, Drucker Jean Chouin in Bordeaux, aber einen Jean Portau (fl. 1576–1590) in La Rochelle. Eugénie Droz konnte bereits in den 1960er Jahren anhand typografischer Merkmale nachweisen, dass Hoyarsabals Buch aus der Werkstatt von Portau stammen muss.: S. 111
1990 veröffentlichten die beiden Historiker Laurier Turgeon (* 1954) und Évelyne Picot-Bermond (* 1942) neue Erkenntnisse über das Wirken Hoyarsabals. Demnach waren mehrere Personen mit leicht abweichender Schreibweise (Oyarçaval, Oiarçabal usw.) als Seefahrer, Reeder und Kaufleute aktiv. Sie kamen teils auch bis Neufundland. 1575 wurde Martins Bruder Micheau de Hoyarsabal aus Ciboure in San Sebastián Kapitän des Schiffes Marie de Saint-Vincent, die mit 100 Tonnen Verdrängung angegeben wird. Im Jahr 1580 ist greifbar, dass Martin zusammen mit seinem Bruder Micheau Miteigentümer dieses Schiffes war und beide zusammen nach Neufundland segelten. In den Dokumenten wird von „Kabeljau- und Walfischfischerei“ berichtet und von „Handel mit den Wilden“. Derartige „Expeditionen“ französischer und baskischer Schiffe waren weit verbreitet und wurden von Kaufleuten aus Bordeaux und La Rochelle vorfinanziert.: S. 113
Sich der Identität Martin de Hoyarsabals zu nähern, wird wieder schwieriger, weil 1988 eine zweite Person gleichen Namens für die Zeit zwischen 1578 und 1591 auftauchte. Die handschriftlichen Dokumente darüber verraten, dass es sich in beiden Fällen um eine Person handeln muss, die gewohnt war zu lesen und zu schreiben, doch unterscheiden sich die beiden Unterschriften deutlich. Ein weiteres Indiz für diese zweite Person ist, dass sie noch nach 1586 geschrieben hat, während der Seefahrer und Autor der Segelanweisungen in diesem Jahr oder kurz zuvor gestorben ist. Wer von den beiden tatsächlich die Autorenschaft trägt, bleibt unklar.: S. 114